# Inga pluricarpellata
Inga pluricarpellata là một loài rau đậu thuộc họ Fabaceae.
Loài này chỉ có ở Peru.